# Гоць Петро Никифорович
Петро́ Ники́форович Го́ць (нар. 20 червня 1937, Торговище, Ковельський повіт, Волинське воєводство, Польська республіка (нині Ковельський (раніше — Турійський) район Волинської області) — пом. 16 травня 2013, Гуща, Любомльський (нині — Ковельський) район Волинської області) — український поет, бібліотекар-бібліограф, історик та краєзнавець.

## Життєпис

### Дитинство та юність
Народився 20 червня 1937 року в селі Торговище Ковельського повіту Волинського воєводства (нині Ковельський (раніше — Турійський) район Волинської області).
Після Торговицької семирічної школи у 1955 році закінчив Ківерцівський культосвітній технікум, а у 1959 році — Харківський бібліотечний інститут (нині — Харківська державна академія культури). За професією — бібліотекар-бібліограф вищої кваліфікації.

### Трудова діяльність
Працював завідувачем інформаційно-бібліографічного відділу у Львівській центральній міській бібліотеці імені Лесі Українки.
З 1999 по 2007 рік був директором Музею Степана Бандери при Львівському національному аграрному університеті.
Володів українською, російською, білоруською, польською, чеською мовами.

### Творча та громадська діяльність
Член Національної спілки письменників України. Віршувати почав з дитинства. Перша публікація з'явилася у Луцьку 1954 року Усього є автором понад сорока книг і брошур.
Автор слів понад сотні музичних творів. Співпрацював із самодіяльними композиторами Олександром Каліщуком, Степаном Кривеньким, Валерієм Квасневським, Ярославом Кортком.
Цікавився творчістю Лесі Українки, видав три книги їй присвячені. Вів жваве листування, підтримував зв'язки з племінницями Лесі Українки Ольгою Сергіїв (США) і Наталею Драгомановою-Бартаї (Будапешт) та родичкою Оленою Куштою (Чернівці).
Виступав на наукових конференціях, приурочених 135-літтю від дня народження Лесі Українки у Новограді-Волинському, Колодяжному та Луцьку. Брав активну участь у «Плеядах» і Міжнародному святі «Лесині джерела» у Новограді-Волинському, святі «Лісова пісня» у Колодяжному та Луцьку.

### Смерть і поховання
Помер 16 травня 2013 року у селі Гуща Любомльського (нині — Ковельського) району Волинської області, де проживав останні роки. Похований згідно заповіту у рідному селі Торговище.

## Творчий доробок

Петро Гоць у Львівській центральній міській бібліотеці імені Лесі Українки

Почав друкуватися після проголошення незалежності України.
Автор поетичних збірок, брошур, бібліографічних покажчиків та досліджень «Євшан пробудження» (1991, Луцьк), «Дорога до Лесі» (1992, Луцьк, «Надстир'я»), «Тисячоліття» (1993, Луцьк, «Надстир'я»), «Молюсь на Тебе» (1995, Луцьк, «Надстир'я»), «Мого життя мереживо прозоре» (1996), «Високий Замок» (1997, Львів), «Степан Бандера − лицар ідеї та чину» (1999), «Мадонна» (2000), «Кара Божа, або Львівські студії» (2002), «У Степана — уродини: поезії про Степана Бандеру» (2003), «Обабіч Турії» (2003), «Правий берег, лівий берег, посередині — Дніпро» (2004), «Світ з вікна вагона» (2004), «Поклади свої руки на вітер» (2005), "Мої стежки до книги «Дорога до Лесі» (2006), «Небога Лесі Українки Ольга Сергіїв, „Хронологія…“ та шість листів до мене» (2006), «Мандрівка до Адама і Елізи» (2007), «Найдорожче — батько, мати» (2007), «Покутна стезя Галини Гордасевич» (2007), «Присвяти» (2007), «Вибране» (2007, Львів, «Сполом»), «На пероні в Маційові» (2007), «Пелюстка червоної рути» (2007), «Лесина колиска» (2008), «Наталя Драгоманова-Бартаї: Листи з Будапешта» (2010), «Ківерці» (2010), «За синій Буг летять пташки» (2011), «Колодяжне — казко Волині» (2012), «Доля моя, любов моя — Леся» (2012), «Торговище» (2012).
Співавтор і упорядник другого випуску бібліотечки львівської газети «Успенська вежа» − «Волинь: віра, духовність, культура».
Лауреат кількох пісенних конкурсів. Пісні з його віршами є в репертуарі таких колективів, як гурт «Соколи» зі Львова, народного заслуженого ансамблю пісні і танцю з Торчина «Колос», народних аматорських хорів «Хлібодар» та «Горохівчанка» та інших виконавців.

## Нагороди та відзнаки
У 1997 році визнаний Людиною року Львова в номінації «Найкращий бібліотекар міста».
За книгу «Дорога до Лесі» удостоєний премії імені Лесі Українки Житомирського обласного відділення Українського фонду культури.